# Táo Lâu
Táo Lâu (danh pháp khoa học: Ziziphus laui) là một loài thực vật có hoa trong họ Táo. Loài này được Merr. miêu tả khoa học đầu tiên năm 1935.